# Comuna de Żychlin
Żychlin (polaco: Gmina Żychlin) é uma gminy (comuna) na Polónia, na voivodia de Lodz e no condado de Kutnowski. A sede do condado é a cidade de Żychlin.
De acordo com os censos de 2004, a comuna tem 13 230 habitantes, com uma densidade 172,6 hab/km².

## Área
Estende-se por uma área de 76,65 km², incluindo:
- área agricola: 89%
- área florestal: 1%

## Demografia
Dados de 30 de Junho 2004:
|                      | Total   | Total | Mulheres | Mulheres | Homens  | Homens |
| -------------------- | ------- | ----- | -------- | -------- | ------- | ------ |
|                      | pessoas | %     | pessoas  | %        | pessoas | %      |
| População            | 13 230  | 100   | 6872     | 51,9     | 6358    | 48,1   |
| Densidade (pop./km²) | 172,6   | 100   | 89,7     | 89,7     | 82,9    | 82,9   |

De acordo com dados de 2002, o rendimento médio per capita ascendia a 1237,31 zł.

## Comunas vizinhas
- Bedlno, Kiernozia, Oporów, Pacyna, Zduny